# Udot
Udot è un atollo delle Isole Caroline. Amministrativamente è una municipalità del Distretto Faichuk, di Chuuk, uno degli Stati Federati di Micronesia.